# Помпова рушниця

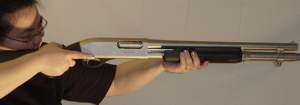
Стрілець тримає ліву руку на цівці помпової рушниці

Помпова рушниця (англ. Pump-action rifle) — рушниця, перезарядка якої відбувається поздовжним рухом (пересмикуванням) цівки силою руки стрільця, завдяки цьому рухові і отримана назва системи (від англ. to pump — «помпувати»).

## Принцип роботи
Відпирання затвора, зведення курка, та вивільнення чергового патрона з магазина відбувається при русі цівки назад (до себе), а досилання патрона в патронник і замикання затвора при русі цівки вперед (від себе). Конструктивно можливий протилежний порядок дій, однак через те, що розмикання затвора та вивільнення стріляного патрона потребує більших зусиль, фізіологічно зручніше робити це при русі руки «до себе».
Класична сучасна помпова рушниця мало чим відрізняється від типової рушниці початку XX століття. Так само, вона має сім основних елементів (ствол, ствольну коробку, затвор, ударно-спусковий механізм, магазин, цівку та приклад).
Як і звичайна рушниця, помпова дозволяє вести вогонь як дробовими набоями, так і кулями.
Зазвичай, в помпових рушницях магазин має вигляд трубки з тонкими стінками, розташованої під стволом. Інколи використовують коробчасті магазини. Також можливі інші варіанти: наприклад, помпова рушниця UTAS UTS-15 має два трубчастих магазини, що знаходяться над стволом.
Суттєвим недоліком конструкції в порівнянні з автоматичною зброєю є ручне зведення, що призводить до необхідності повторного прицілювання.